# Carex glareosa
Carex glareosa — вид багаторічних трав'янистих рослин родини осокові (Cyperaceae). Етимологія: лат. glarea — «гравій», лат. osus — прикметниковий суфікс для іменників, який означає достаток або помітність.

## Опис
Кореневища короткі. Стебла часто вигнуті, слабкі, 10–40(60) см. Листя: піхви від блідо- до середньо-коричневих, 2–8 мм; пластини зазвичай сіро-зелені, 5–15 см × 1–2 мм, як правило, коротші, ніж стебла. Суцвіття випростані, 1–2 см × 5–12 мм. Китиць 2–4. Маточкові луски блідо-червоно-коричневі з жовто-коричневим центром. Сім'янки середнього коричневого до червоно-коричневого, еліптичні, 1,5 × 1–1,25 мм, від матових до злегка глянсових. 2n = 66.

## Поширення
Північна Америка: Аляска, Канада, Гренландія, Євразія: Естонія, Латвія, Литва, Фінляндія, Ісландія, Норвегія [вкл. Шпіцберген], Швеція, Північна Росія. Населяє солончаки, посипані гравієм узбережжя.

## Підвиди
- Carex glareosa subsp. glareosa — листя шириною 1–2 мм; маточкові луски 2–3 мм. Відомий з Гренландії, Канади, Аляски, Європи.
- Carex glareosa subsp. pribylovensis — листя 1,5–2,5 мм в ширину; маточкові луски 2,7–3,5 мм. Відомий тільки з Прибилова і Алеутських островів (Аляска).